# Route nationale 379
Die Route nationale 379, kurz N 379 oder RN 379, war eine französische Nationalstraße.
Die Straßennummer wurde erstmals im Jahr 1933 in das Nationalstraßennetz aufgenommen.
Die Straße verlief von Charleville-Mézières aus über Sugny zur belgischen Grenze.
Ihre Gesamtlänge betrug 18,2 Kilometer.
Im Jahr 1973 erfolgte die Abstufung zur Département-Straße D979.